# 日本文学

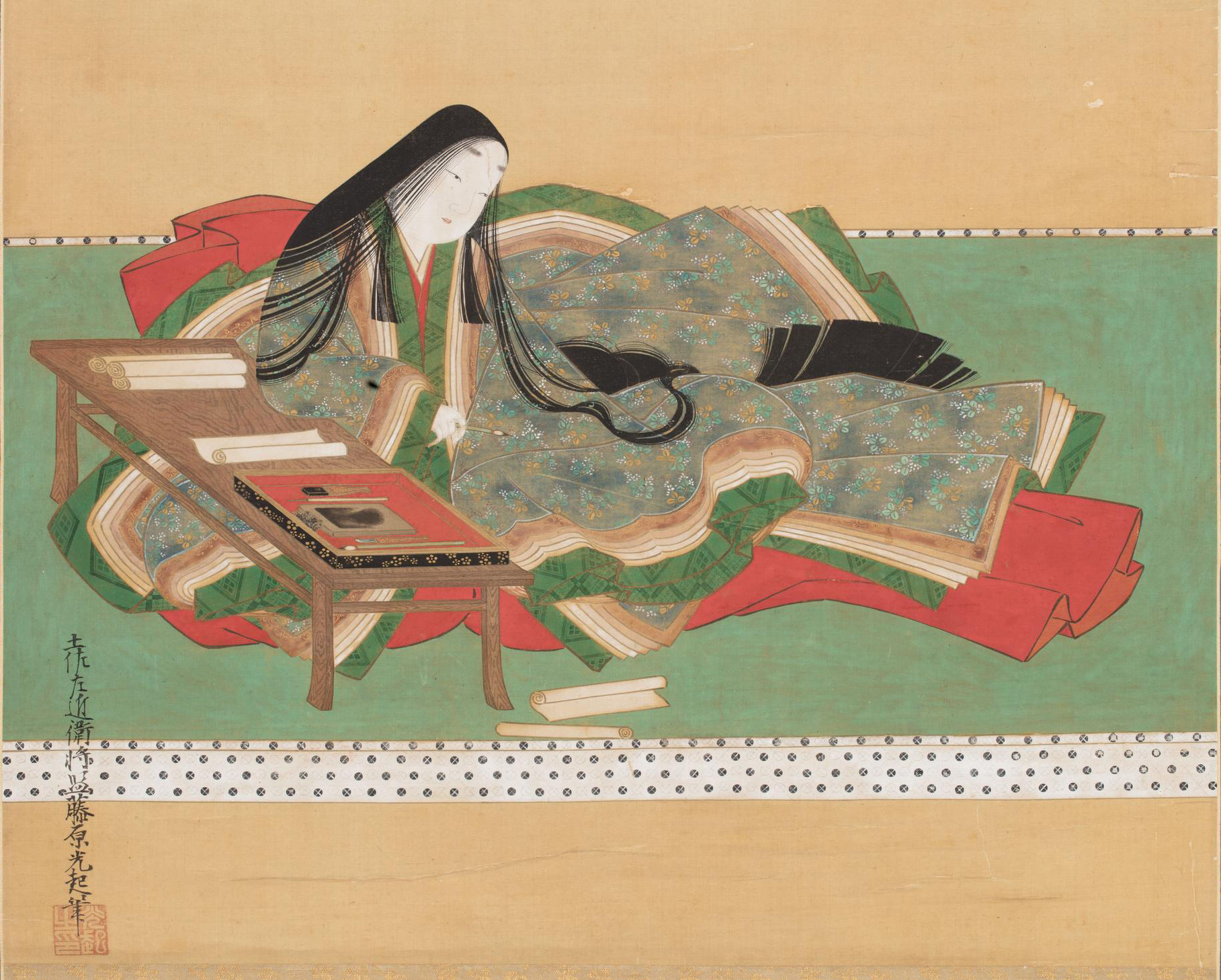
紫式部

日本文学（にほんぶんがく）とは、日本語で書かれた文学作品、あるいは日本人が書いた文学、もしくは日本で発表された文学である。中国の古典語である漢文も、日本人によって創作されている場合、日本文学に含まれる。上記の作品やそれらを創作した小説家・詩人などを研究する学問も日本文学と呼ばれる。国文学と呼ばれることもある。

夏目漱石

日本文学の歴史は極めて永く、古くは7世紀までさかのぼる。同一言語・同一国家の文学が1400年近くにわたって書き続けられ読み続けられることは類例が少ない。平安時代に紫式部によって書かれた『源氏物語』は世界的に高い評価を受けており、江戸時代の松尾芭蕉も俳句の普及とともに海外に広く知られるようになった。近代の日本文学においても、夏目漱石・森鷗外・芥川龍之介・谷崎潤一郎などが諸外国で認知されている。2024年までに、川端康成と大江健三郎の2名がノーベル文学賞を受賞している。
古代・中世の日本文学は中国からの文化的影響が著しく、日本が仏教を受け容れたことからインド文学の間接的影響もみられる。中国文学の影響は近世にもみられるが、いずれの時代においても日本人固有の独創性が顕著に認められる。明治維新以降は欧米の文化的影響を強く受けたが、英米文学・フランス文学・ドイツ文学・ロシア文学などを短期間のうちに摂取・模倣し、日本独自の高度な近代文学を創造していった。近代日本文学は中国・朝鮮の近代文学の形成に大きな影響を与えた。第二次世界大戦の後も、太宰治・三島由紀夫・安部公房・村上春樹などの作品が世界的に広く読まれており、現代の世界文学に多大な影響を与えている。

## 定義
日本文学の定義を何に求めるかについては諸説あり、文学作品の言語、創作者の国籍、発表された地域、文学の形式など多くの要素が考えられる。日本語を母語としない外国人の小説家・詩人が日本語作品を書くこともあるし、日本人の小説家・詩人が日本語以外の言語で作品を書くこともある。例えば西脇順三郎は日本語と英語、多和田葉子は日本語とドイツ語の双方で作品を執筆している。このように国籍や居住地と言語とが一致しない場合もあることを考慮し、日本語文学という呼称が使われることもあるが、この場合伝統的な日本文学に根ざしてきた漢文・漢詩の扱いが曖昧になる。日本文学を国文学と呼ぶこともあるが、国文学 と日本文学との同一性には議論がある。

## 時代区分による分類
歴史学のように政体の変遷に注目することが必ずしも相応しいわけではないが、目安にされることが多い。また、以下のように、上代・中古・中世・近世・近現代という区分が一般になされるが、研究者によって異論もあり、中古を設定しない場合もある。近代と現代を分離するか否かについても諸説あり、定まっていない。
丸谷才一は勅撰集により日本文学史の歴史区分を行うことを提示した。

### 上代文学（飛鳥時代・奈良時代の文学）
奈良時代まで。中国大陸から漢字が輸入され、漢文と、自分たちの話し言葉に漢字を当てはめた万葉仮名が使われるようになった。『古事記』（712年）『日本書紀』（720年）のような史書や『万葉集』のような歌集が生まれた。

### 中古文学（平安時代の文学）
平安時代。漢詩漢文が引き続き栄えるとともに、初の勅撰和歌集である『古今和歌集』が編纂され、和歌が漢詩と対等の位置を占めた。当時の公式文書は漢文であったが、平仮名の和文による表現が盛んにはじまり、紀貫之の『土佐日記』が書かれたのに続き、清少納言の随筆『枕草子』、紫式部の『源氏物語』など古典文学の代表作と言える作品が著された。

### 中世文学（鎌倉時代・室町時代・安土桃山時代の文学）
鎌倉時代から安土桃山時代まで。藤原定家らによって華麗な技巧に特徴がある『新古今和歌集』が編まれた。また、現代日本語の直系の祖先と言える和漢混淆文によって多くの作品が書かれた。鴨長明の『方丈記』、兼好法師の『徒然草』などがこれにあたる。作者不詳のものとして『平家物語』が挙げられる。また、猿楽の発達が見られた。

### 近世文学（江戸時代の文学）
江戸時代。お伽草子の流れを汲み、仮名草子や井原西鶴らの浮世草子がうまれた。また、歌舞伎や浄瑠璃が興り、近松門左衛門などが人気を博した。俳諧が盛んになり、松尾芭蕉、小林一茶といった人々が活躍した。

### 近現代文学（明治・大正・昭和・平成・令和時代の文学）
明治維新後、文明開化による西欧文明の輸入と近代国家の建設が進められ、いわゆる「文学」という概念が生まれた時代。西欧近代小説の理念が輸入され、現代的な日本語の書き言葉が生み出された。坪内逍遥の『小説神髄』の示唆を受けて創作された、二葉亭四迷の『浮雲』によって、近代日本文学が成立したとされる。日本文学は、中国・朝鮮の近代文学の成立にも大きな影響を及ぼした。なお、近代と現代を分離し、戦前の文学を「近代文学」、戦後の文学を「現代文学」として分ける場合もある。

## 形式
- 散文
  - 物語 - 古物語 - 作り物語 - 歌物語 - 擬古物語 - 軍記物語
  - 説話
  - 小説 - 私小説 - 戯作
  - 戯曲 - 能 - 歌舞伎 - 文楽（人形浄瑠璃）
  - 随筆
  - 日記
  - 紀行
  - 伝記・自伝 - 往生伝
  - 文芸評論・評伝

- 韻文
  - 詩 - 自由詩 - 定型詩 - 散文詩
  - 和歌 - 短歌 - 長歌 - 旋頭歌 - 仏足石歌
  - 連歌 - 俳諧連歌 - 狂歌 - 俳諧（連句）
  - 俳句 - 定型 - 自由律
  - 川柳 - 狂句
  - 歌謡 - 記紀歌謡 - 今様 - 小唄
  - 漢詩

## 日本文学に隣接する文学活動
近隣では古代から中国文学の大きな影響を受け続け、明治時代に言文一致運動が高揚するまで、漢詩や漢文も日本文学の一部として重きを置かれていた。琉球文学の活動と隣接しており、中国文学とともに日本文学は琉球文学の成立に関わっている。近代以降の日本文学は、英米文学、フランス文学、ドイツ文学、ロシア文学など欧米の文学から強く影響を受けたが、その摂取・模倣により、独自の近代文学を創造した。日本の近代文学は、辛亥革命以降の近代中国文学や、近代文学としての朝鮮文学の成立に深く関わった。

## 日本文学の研究
日本文学研究は、上代文学・中古文学・中世文学・近世文学・近代文学・漢文学の6つの区分のもと、研究が進められている。それぞれの分野は独立しつつも、研究対象や研究手法が共有されたり、研究者の研究対象が複数分野にまたがることも少なくない。以下、日本文学研究における時代区分と、関連する日本学術会議協力学術研究団体を挙げる。
- 上代文学 - 上代文学会[3]。萬葉学会[4]。
- 中古文学 - 中古文学会[5]。和歌文学会[6]。
- 中世文学 - 中世文学会[7]。
- 近世文学 - 日本近世文学会[8]。俳文学会[9]。歌舞伎学会[10]。
- 近現代文学 - 日本近代文学会[11]。昭和文学会[12]。日本社会文学会[13]。
- 漢文学　 - 和漢比較文学会[14]。
- 文学全般 - 日本文学協会[15]。解釈学会[16]。

文学研究は、作品の解釈や作風を考察する研究が一般に知られているが、20世紀後半以降、文学理論の影響で研究手法は非常に幅広いものとなっている。例えば、古典文学（上代～近世）研究では、新出資料の発見や翻刻、研究対象とする諸本の系統を明らかにする写本系統学、書籍の出版・流通過程に関する研究、書誌学を用いた研究などが行われている。近年は、くずし字解読やデータベースによる画像公開といった情報学分野、美術史的観点からの検証や芸術家による創作活動支援といった美術分野との連携も進んでいる。また、近現代文学研究では、いわゆる文豪と呼ばれる作家やその作品を研究対象とするだけでなく、ライトノベルや漫画・アニメといったサブカルチャーを研究対象とした研究も行われている。
また、日本文学作品が海外において徐々に認知される中、古典から現代文学までが幅広く研究対象となり、エドワード・サイデンステッガー、ドナルド・キーン、ロバート・キャンベル、ピーター・マクミランといった翻訳家・研究者が、多くの著作を残している。

## 文学賞
近代以降、多くの文学賞が創設され、作家の発掘と育成に貢献している。
また、日本文学研究に関して、日本学術会議協力学術研究団体をはじめとした様々な学会で、学会賞が授与されている。

## 日本人以外の日本語文学
- アーサー・ビナード
- シリン・ネザマフィ
- 田原 (詩人)
- デビット・ゾペティ
- マブソン青眼
- 楊逸
- ジェフリー・アングルス (Jeffrey Angles)

### 台湾に所縁のある人物の日本語の文学
- 楊逵
- 張文環
- 呂赫若
- 陳舜臣
- 黄霊芝
- リービ英雄（米国出身だが、少年期の一時期を台湾で過ごした）
- 温又柔

## 日本人の日本語以外の文学
日系人（1世）を含む
- 野口米次郎 - 英語
- 西脇順三郎 - 英語
- カズオ・イシグロ - 英語
- キョウコ・モリ -英語
- 多和田葉子 - ドイツ語
- 水村美苗 - 英語
- 宮本正男 - エスペラント